# Дембе-Велике (Мінський повіт)
Дембе-Велике (пол. Dębe Wielkie) — село в Польщі, у гміні Дембе-Вельке Мінського повіту Мазовецького воєводства.
Населення — 3084 особи (2011).
У 1975-1998 роках село належало до Седлецького воєводства.

## Демографія
Демографічна структура станом на 31 березня 2011 року:
|          | Загалом | Допрацездатний вік | Працездатний вік | Постпрацездатний вік |
| -------- | ------- | ------------------ | ---------------- | -------------------- |
| Чоловіки | 1477    | 356                | 1014             | 107                  |
| Жінки    | 1607    | 368                | 983              | 256                  |
| Разом    | 3084    | 724                | 1997             | 363                  |